# عبد الله حقوي
عبد الله مشرم حقوي لاعب كرة قدم سعودي، يلعب في خط الوسط في نادي حطين.

## مسيرة اللاعب
بدأ مع نادي بيش و انتقل إلى نادي الشباب في عام 2018 و أعير إلى نادي الكوكب ونادي اللواء ونادي جدة ولعب بعدها مع نادي الوشم ونادي حطين.